# Thomas Pfeffer
Pour les articles homonymes, voir Pfeffer.
Thomas Pfeffer, né le 15 septembre 1957 à Sachsenbrunn, est un tireur sportif est-allemand.

## Carrière
Thomas Pfeffer participe aux Jeux olympiques de 1980 à Moscou et remporte la médaille d'argent dans l'épreuve de la cible mobile 50 mètres.